# Rotunda svatého Petra a Pavla (Dubá)
Rotunda svatého Petra a Pavla v Dubé v okrese Česká Lípa je zaniklá rotunda, která stála v severní části města pod hradem v místech hřbitova.

## Historie
Rotunda s apsidami je připomínána v polovině 13. století. Koncem 18. století byla spolu s kostelem zasvěceným svaté Kateřině zrušena a později zbořena; v Dubé zůstal pouze barokní kostel Nalezení svatého Kříže.